# Birgit Brüster
Birgit Brüster (* 17. Januar 1965 in Neuss am Rhein) ist eine deutsche Schriftstellerin und Literaturdozentin.

## Leben und Werk
Nach dem Abitur 1984 studierte Birgit Brüster Theaterwissenschaft, Neuere deutsche Literatur und Politikwissenschaft an der Ludwig-Maximilians-Universität München und promovierte 1993 mit dem Thema: Das Finale der Agonie: Funktionen des „Metadramas“ im deutschsprachigen Drama der 80er Jahre. Ihre Dissertation erschien im Peter Lang Verlag in der Reihe Europäische Hochschulschriften.
Nach ihrer Promotion reiste sie ein Jahr lang durch Indien und Südamerika.
Sie arbeitete als Journalistin für das Bayerische Fernsehen und die Süddeutsche Zeitung sowie als Werbetexterin für internationale Firmen und Verlage. Seit 2005 ist sie hauptberuflich Schriftstellerin und Dozentin für Literatur und Kreatives Schreiben an der Münchner Volkshochschule. 2010 erhielt sie einen Lehrauftrag an der Schwaben Akademie im Kloster Irsee als Dozentin für Kreatives Schreiben. Sie veröffentlichte zunächst unter dem Pseudonym Felizitas von Frey, seit 2010 unter eigenem Namen.

## Auszeichnungen und Preise
2006 Preisträgerin beim Sangerhauser Literaturwettbewerb

2008 TORSO Literaturzeitschrift-Wettbewerb – Publikation

2009 und 2010 Endrunde beim Irseer Pegasus Wettbewerb

2010 CD ROM Wiener Werkstattpreis – unter den ersten 50 Texten beim Publikumswettbewerb

2011 Preisträgerin beim Salzburger erostepost-Literaturwettbewerb (2. Preis)

## Literarische Publikationen
2011: Max Ernsts Seelenfrieden im Mönnig Verlag ISBN 978-3-933519-48-1 und Zweitabdruck im Peter Rathke Verlag ISBN 978-3-9814304-9-3.

2011: "Grüngrauer Fluss, rosaroter Himmel, schwarzweiße Haut" in erostepost Literaturzeitschrift Nr.42 – www.erostepost.at.

2010: „Paradiesäpfel“ in Wiesn Liebe im Claudia Gehrke Verlag 2010, ISBN 978-3-88769-750-1.

2010: „Im Grunewald, im Grunewald“ in CD ROM Anthologie zum Wiener Werkstattpreis 2010.

2009: "Buntes Bild mit blauem Knochen" in TORSO Literaturzeitschrift, ISSN 0944-520X.

2009: "Böse Männer kommen in den Himmel" in: Anthologie vom Autorenforum Berlin, Verlag am Schloss, ISBN 978-3-9811064-5-9.

2008: "Anna" in Blauer Garten, 3. Alfa Literaturwettbewerb, ISBN 978-989-95665-1-4.

2006: "August" in Literaturpreis Anthologie Sangerhausen ISBN 978-3-937410-15-9.

2006: "Wild nach deinem Erdbeermund" in BOCCACCIO – Das erotische Kabinett ISBN 3-00-018553-4.

2005: Roman Leni im Wunderland bei BOD über Leni Riefenstahl, ISBN 3-8334-3552-6.

| Personendaten    | Personendaten                                   |
| ---------------- | ----------------------------------------------- |
| NAME             | Brüster, Birgit                                 |
| KURZBESCHREIBUNG | deutsche Schriftstellerin und Literaturdozentin |
| GEBURTSDATUM     | 17. Januar 1965                                 |
| GEBURTSORT       | Neuss am Rhein                                  |